# Nempitz
Nempitz  este o comună în Saxonia-Anhalt, Germania